# Campeonato Ecuatoriano de Fútbol Serie B 2012
La Temporada 2012 de la Serie B, conocida oficialmente como «Copa Credife Serie B 2012» por motivos comerciales, fue la trigésima cuarta (34.a) edición de la segunda división del fútbol profesional ecuatoriano. El sistema del torneo fue aprobado por el Congreso de la FEF que se llevó a cabo el 6 de enero de 2012. El sistema consistió de 3 etapas, al final de las mismas el campeón y vicecampeón ascendió a la Serie A de la siguiente temporada. Comenzó a disputarse el 25 de febrero y finalizó el 24 de noviembre.

## Sistema de juego
El Campeonato Ecuatoriano de la Serie B 2012 se jugó en tres etapas.
La primera etapa se jugó todos contra todos (22 fechas). Los dos primeros de esta etapa clasificaron a la Liguilla Final del torneo.
La segunda etapa se jugó en dos hexagonales, que se establecieron conforme se ubicaron los equipos en la primera etapa y se dividió de la siguiente manera:
Grupo 1:
1, 4, 5, 8, 9, 12
Grupo 2:
2, 3, 6, 7, 10, 11
El primero de cada hexagonal clasificó a la Liguilla Final. En caso de que los clubes ganadores de cada hexagonal hayan sido primero o segundo de la primera etapa, ingresaron a la Liguilla Final con 2 puntos de bonificación.
El hexagonal final se completó con los dos clubes que en el puntaje acumulado se encontraban en las mejores posiciones.
La tercera etapa se jugó con dos hexagonales. El primer hexagonal estuvo conformado por los seis mejores equipos, los cuales pelearon por el título y la clasificación a la Serie A de 2013 (los dos mejores equipos ascendieron).
El segundo hexagonal estuvo conformado por los equipos restantes (6) con menor puntaje, los cuales jugaron por la permanencia. Los dos clubes con peor puntaje en el segundo hexagonal  perdieron la categoría y disputaron la Segunda Categoría en la temporada 2013.

## Relevo anual de clubes
| Pos  | Descendidos de la Serie A |
| ---- | ------------------------- |
| 11.º | Imbabura                  |
| 12.º | Espoli                    |

| Pos | Ascendidos de la Serie B |
| --- | ------------------------ |
| 1.º | Técnico Universitario    |
| 2.º | Macará                   |

| Pos  | Descendidos de la Serie B                         |
| ---- | ------------------------------------------------- |
| 11.º | Liga de Portoviejo                                |
| 12.º | Atlético Audaz (Suspendido por deudas pendientes) |

| Pos | Ascendidos de la Segunda Categoría |
| --- | ---------------------------------- |
| 1.º | Ferroviarios                       |
| 2.º | Mushuc Runa                        |

## Equipos participantes
| Nombre del club      | Ciudad    | Provincia  | Entrenador         | Estadio               | Capacidad | Marca           | Patrocinador          |
| -------------------- | --------- | ---------- | ------------------ | --------------------- | --------- | --------------- | --------------------- |
| Deportivo Azogues    | Azogues   | Cañar      | Janio Pinto        | Jorge Andrade Cantos  | 15.000    | Rodeport        | Sin patrocinador      |
| Deportivo Quevedo    | Quevedo   | Los Ríos   | Raúl Duarte        | 7 de Octubre          | 16.000    | Spric           | Alcaldía de Quevedo   |
| Espoli               | Sangolquí | Pichincha  | Carlos Calderón    | General Rumiñahui     | 7.500     | Sin Marca       | Fabrec                |
| Ferroviarios         | Durán     | Guayas     | Ricardo Armendáriz | Pablo Sandiford       | 2.000     | Spric           | Tubos Pacífico        |
| Grecia               | Chone     | Manabí     | Ricardo Alcívar    | Los Chonanas          | 3.000     | Spric           | Sin patrocinador      |
| Imbabura             | Ibarra    | Imbabura   | Eduardo Granda     | Olímpico              | 18.600    | Aurik           | Lafarge               |
| Mushuc Runa          | Ambato    | Tungurahua | Renato Salas       | Bellavista            | 18.000    | Sin Marca       | Mushuc Runa           |
| River Plate Ecuador  | Guayaquil | Guayas     | Humberto Pizarro   | La Fortaleza          | 1.700     | Astro           | Tesalia               |
| Rocafuerte           | Guayaquil | Guayas     | Daniel Peña        | Alejandro Ponce Noboa | 3.500     | Spric           | Holcim                |
| Universidad Católica | Quito     | Pichincha  | Jorge Célico       | Olímpico Atahualpa    | 40.948    | Wilson          | Banco Pichincha       |
| UT de Cotopaxi       | Latacunga | Cotopaxi   | Patricio Revelo    | La Cocha              | 15.000    | Sin Marca       | Productos El Ranchito |
| Valle del Chota      | Ibarra    | Imbabura   | Juan Yépez         | Olímpico              | 18.600    | Marathon Sports | CEL-1                 |

### Equipos por provincias
| Provincia  | N.º | Equipos                                        |
| ---------- | --- | ---------------------------------------------- |
| Guayas     | 3   | Ferroviarios, River Plate Ecuador y Rocafuerte |
| Imbabura   | 2   | Imbabura y Valle del Chota                     |
| Pichincha  | 2   | Espoli y Universidad Católica                  |
| Cañar      | 1   | Deportivo Azogues                              |
| Cotopaxi   | 1   | Universidad Técnica de Cotopaxi                |
| Los Ríos   | 1   | Deportivo Quevedo                              |
| Manabí     | 1   | Grecia                                         |
| Tungurahua | 1   | Mushuc Runa                                    |

### Cambios de entrenadores
| Club                | Entrenador destituido     | Fecha de salida       | Reemplazado por     | Fecha de llegada      | Posición en la tabla |
| ------------------- | ------------------------- | --------------------- | ------------------- | --------------------- | -------------------- |
| Espoli              | Salvador Ragusa           | 20 de febrero de 2012 | Carlos Calderón     | 21 de febrero de 2012 | Pretemporada         |
| River Plate Ecuador | Kléber Fajardo            | 11 de marzo de 2012   | Humberto Pizarro    | 12 de marzo de 2012   | 12                   |
| Deportivo Azogues   | Wilson Armas              | 3 de abril de 2012    | Janio Pinto         | 5 de abril de 2012    | 12                   |
| Valle del Chota     | Marcelo Gigoski           | 23 de abril de 2012   | Héctor Herrera      | 23 de abril de 2012   | 12                   |
| Imbabura            | Cipriano Valentín         | 23 de abril de 2012   | César Vigevani      | 24 de abril de 2012   | 5                    |
| Grecia              | José Voltaire Villafuerte | 24 de abril de 2012   | Eduardo Granda      | 24 de abril de 2012   | 6                    |
| Mushuc Runa         | Juan Yépez                | 29 de abril de 2012   | Renato Salas        | 30 de abril de 2012   | 12                   |
| Grecia              | Eduardo Granda            | 4 de mayo de 2012     | Ricardo Alcívar     | 4 de mayo de 2012     | 8                    |
| Rocafuerte F. C.    | Hernán Vizcarra           | 7 de mayo de 2012     | Daniel Peña         | 8 de mayo de 2012     | 8                    |
| Valle del Chota     | Héctor Herrera            | 14 de julio de 2012   | Juan Yépez          | 16 de julio de 2012   | 11                   |
| Imbabura            | César Vigevani            | 11 de agosto de 2012  | Eduardo Granda      | 13 de agosto de 2012  | 10                   |
| UTC                 | Wilmer Gómez              | 20 de agosto de 2012  | Alcides de Oliveira | 20 de agosto de 2012  | 9                    |

* Técnicos Interinos

## Primera etapa

### Clasificación
| Pos. | Equipo                   | Pts. | PJ | PG | PE | PP | GF | GC | Dif. |
| ---- | ------------------------ | ---- | -- | -- | -- | -- | -- | -- | ---- |
| 1.º  | Universidad Católica (*) | 39   | 22 | 11 | 6  | 5  | 41 | 21 | 20   |
| 2.º  | Deportivo Azogues (*)    | 37   | 22 | 10 | 7  | 5  | 26 | 17 | 9    |
| 3.º  | Ferroviarios             | 35   | 22 | 10 | 5  | 7  | 29 | 27 | 2    |
| 4.º  | Deportivo Quevedo        | 31   | 22 | 6  | 13 | 3  | 24 | 22 | 2    |
| 5.º  | Espoli                   | 30   | 22 | 8  | 6  | 8  | 35 | 25 | 10   |
| 6.º  | River Plate Ecuador      | 30   | 22 | 7  | 9  | 6  | 22 | 20 | 2    |
| 7.º  | Rocafuerte               | 29   | 22 | 8  | 5  | 9  | 23 | 22 | 1    |
| 8.º  | UTC                      | 29   | 22 | 8  | 5  | 9  | 21 | 30 | −9   |
| 9.º  | Grecia                   | 26   | 22 | 6  | 8  | 8  | 24 | 36 | −12  |
| 10.º | Imbabura                 | 24   | 22 | 6  | 6  | 10 | 26 | 33 | −7   |
| 11.º | Mushuc Runa              | 23   | 22 | 6  | 5  | 11 | 19 | 33 | −14  |
| 12.º | Valle del Chota          | 22   | 22 | 5  | 7  | 10 | 28 | 32 | −4   |

|  | Clasificados al Grupo 1. |
|  | Clasificados al Grupo 2. |

### Evolución de la clasificación
- Actualizada el 22 de julio de 2012.

| Equipo / Fecha | 01 | 02 | 03 | 04 | 05 | 06 | 07 | 08 | 09 | 10 | 11 | 12 | 13 | 14 | 15 | 16 | 17 | 18 | 19 | 20 | 21 | 22 |
| -------------- | -- | -- | -- | -- | -- | -- | -- | -- | -- | -- | -- | -- | -- | -- | -- | -- | -- | -- | -- | -- | -- | -- |
| Católica       | 5  | 3  | 7  | 4  | 5  | 3  | 1  | 4  | 2  | 4  | 2  | 2  | 2  | 2  | 2  | 2  | 2  | 1  | 1  | 1  | 1  | 1  |
| Azogues        | 6  | 8  | 8  | 10 | 11 | 12 | 10 | 8  | 10 | 7  | 9  | 5  | 5  | 3  | 5  | 5  | 5  | 3  | 2  | 2  | 2  | 2  |
| Ferroviarios   | 10 | 5  | 3  | 6  | 3  | 1  | 3  | 1  | 1  | 2  | 1  | 1  | 1  | 1  | 1  | 1  | 1  | 2  | 3  | 3  | 3  | 3  |
| Quevedo        | 4  | 7  | 4  | 5  | 2  | 4  | 2  | 3  | 3  | 1  | 3  | 3  | 3  | 4  | 4  | 3  | 3  | 4  | 4  | 4  | 5  | 4  |
| Espoli         | 8  | 10 | 6  | 8  | 8  | 9  | 6  | 7  | 9  | 5  | 7  | 8  | 9  | 7  | 9  | 8  | 8  | 8  | 5  | 6  | 4  | 5  |
| River Plate    | 12 | 11 | 12 | 12 | 12 | 10 | 11 | 12 | 12 | 11 | 11 | 11 | 11 | 11 | 11 | 10 | 10 | 10 | 6  | 7  | 8  | 6  |
| Rocafuerte     | 9  | 6  | 9  | 7  | 7  | 8  | 9  | 10 | 8  | 10 | 8  | 9  | 8  | 9  | 6  | 7  | 4  | 7  | 9  | 9  | 7  | 7  |
| UTC            | 3  | 4  | 5  | 3  | 1  | 5  | 4  | 2  | 4  | 3  | 4  | 4  | 4  | 5  | 3  | 4  | 7  | 6  | 8  | 5  | 6  | 8  |
| Grecia         | 1  | 1  | 2  | 2  | 6  | 6  | 7  | 5  | 6  | 8  | 6  | 7  | 7  | 6  | 8  | 6  | 6  | 5  | 7  | 8  | 9  | 9  |
| Imbabura       | 2  | 2  | 1  | 1  | 4  | 2  | 5  | 6  | 5  | 6  | 5  | 6  | 6  | 10 | 7  | 9  | 9  | 9  | 10 | 10 | 10 | 10 |
| Mushuc Runa    | 11 | 12 | 10 | 9  | 9  | 7  | 8  | 9  | 11 | 12 | 12 | 12 | 12 | 12 | 12 | 12 | 12 | 12 | 12 | 12 | 12 | 11 |
| V. del Chota   | 6  | 9  | 11 | 11 | 10 | 11 | 12 | 11 | 7  | 9  | 10 | 10 | 10 | 8  | 10 | 11 | 11 | 11 | 11 | 11 | 11 | 12 |

### Resultados
- Los horarios corresponden a la hora de Ecuador (UTC-5)

Nota: Los horarios y partidos de televisión se definen la semana previa a cada jornada.
| River Plate                     | 0 - 2 | Grecia               | La Fortaleza | 25 de febrero |
| Universidad Técnica de Cotopaxi | 2 - 0 | Ferroviarios         | La Cocha     | 25 de febrero |
| Valle del Chota                 | 2 - 2 | Universidad Católica | Olímpico     | 25 de febrero |
| Mushuc Runa                     | 0 - 2 | Imbabura             | Bellavista   | 25 de febrero |
| Deportivo Quevedo               | 1 - 0 | Rocafuerte           | 7 de Octubre | 26 de febrero |
| Espoli                          | 1 - 1 | Deportivo Azogues    | Pascual Mina | 26 de febrero |

| Rocafuerte           | 1 - 0 | Valle del Chota                 | Alejandro Ponce Noboa          | 3 de marzo |
| Ferroviarios         | 2 - 0 | Deportivo Quevedo               | Alejandro Ponce Noboa          | 3 de marzo |
| Deportivo Azogues    | 1 - 1 | River Plate                     | Municipal Jorge Andrade Cantos | 3 de marzo |
| Grecia               | 2 - 0 | Mushuc Runa                     | Pascual Mina                   | 3 de marzo |
| Imbabura             | 1 - 0 | Espoli                          | Olímpico                       | 3 de marzo |
| Universidad Católica | 1 - 0 | Universidad Técnica de Cotopaxi | Olímpico Atahualpa             | 4 de marzo |

| Ferroviarios                    | 2 - 0 | Rocafuerte           | Alejandro Ponce Noboa | 10 de marzo |
| Espoli                          | 3 - 2 | Grecia               | Pascual Mina          | 10 de marzo |
| River Plate                     | 0 - 1 | Muschuc Runa         | La Fortaleza          | 10 de marzo |
| Universidad Técnica de Cotopaxi | 1 - 1 | Imbabura             | La Cocha              | 10 de marzo |
| Valle del Chota                 | 0 - 0 | Deportivo Azogues    | Olímpico              | 10 de marzo |
| Deportivo Quevedo               | 1 - 0 | Universidad Católica | 7 de Octubre          | 11 de marzo |

| Rocafuerte           | 3 - 0 | River Plate                     | Alejandro Ponce Noboa          | 17 de marzo |
| Universidad Católica | 3 - 2 | Ferroviarios                    | Olímpico Atahualpa             | 17 de marzo |
| Mushuc Runa          | 2 - 2 | Espoli                          | Bellavista                     | 17 de marzo |
| Grecia               | 0 - 0 | Valle del Chota                 | Reales Tamarindos              | 17 de marzo |
| Deportivo Azogues    | 0 - 1 | Universidad Técnica de Cotopaxi | Municipal Jorge Andrade Cantos | 17 de marzo |
| Imbabura             | 0 - 0 | Deportivo Quevedo               | Olímpico                       | 18 de marzo |

| Ferroviarios                    | 1 - 0 | Imbabura             | Alejandro Ponce Noboa | 24 de marzo |
| Espoli                          | 0 - 0 | River Plate          | Olímpico Atahualpa    | 24 de marzo |
| Rocafuerte                      | 1 - 1 | Universidad Católica | Alejandro Ponce Noboa | 24 de marzo |
| Universidad Técnica de Cotopaxi | 2 - 0 | Grecia               | La Cocha              | 24 de marzo |
| Valle del Chota                 | 0 - 0 | Mushuc Runa          | Olímpico              | 24 de marzo |
| Deportivo Quevedo               | 1 - 0 | Deportivo Azogues    | 7 de Octubre          | 25 de marzo |

| River Plate          | 2 - 0 | Valle del Chota                 | La Fortaleza                   | 31 de marzo |
| Imbabura             | 3 - 2 | Rocafuerte                      | Olímpico                       | 31 de marzo |
| Grecia               | 2 - 2 | Deportivo Quevedo               | Reales Tamarindos              | 31 de marzo |
| Mushuc Runa          | 1 - 0 | Universidad Técnica de Cotopaxi | Bellavista                     | 31 de marzo |
| Universidad Católica | 1 - 0 | Espoli                          | Olímpico Atahualpa             | 31 de marzo |
| Deportivo Azogues    | 0 - 2 | Ferroviarios                    | Municipal Jorge Andrade Cantos | 1 de abril  |

| Rocafuerte                      | 2 - 3 | Deportivo Azogues | Alejandro Ponce Noboa | 7 de abril |
| Universidad Católica            | 3 - 0 | Imbabura          | Olímpico Atahualpa    | 7 de abril |
| Valle del Chota                 | 3 - 4 | Espoli            | Olímpico              | 7 de abril |
| Universidad Técnica de Cotopaxi | 2 - 1 | River Plate       | La Cocha              | 7 de abril |
| Ferroviarios                    | 1 - 1 | Grecia            | Alejandro Ponce Noboa | 8 de abril |
| Deportivo Quevedo               | 3 - 0 | Mushuc Runa       | 7 de Octubre          | 8 de abril |

| Espoli            | 0 - 1 | Universidad Técnica de Cotopaxi | Olímpico Atahualpa             | 14 de abril |
| River Plate       | 1 - 1 | Deportivo Quevedo               | La Fortaleza                   | 14 de abril |
| Deportivo Azogues | 1 - 0 | Universidad Católica            | Municipal Jorge Andrade Cantos | 14 de abril |
| Valle del Chota   | 2 - 1 | Imbabura                        | Olímpico                       | 14 de abril |
| Grecia            | 1 - 0 | Rocafuerte                      | Los Chonanas                   | 14 de abril |
| Mushuc Runa       | 1 - 4 | Ferroviarios                    | Bellavista                     | 14 de abril |

| Rocafuerte                      | 2 - 0 | Mushuc Runa       | Alejandro Ponce Noboa    | 21 de abril |
| Universidad Católica            | 7 - 0 | Grecia            | Sociedad Deportiva Aucas | 21 de abril |
| Ferroviarios                    | 2 - 1 | River Plate       | Alejandro Ponce Noboa    | 21 de abril |
| Universidad Técnica de Cotopaxi | 2 - 5 | Valle del Chota   | La Cocha                 | 21 de abril |
| Imbabura                        | 0 - 0 | Deportivo Azogues | Olímpico                 | 21 de abril |
| Deportivo Quevedo               | 2 - 2 | Espoli            | 7 de Octubre             | 22 de abril |

| Espoli                          | 4 - 0 | Ferroviarios         | Municipal General Rumiñahui | 28 de abril |
| River Plate                     | 2 - 1 | Universidad Católica | La Fortaleza                | 28 de abril |
| Universidad Técnica de Cotopaxi | 1 - 0 | Rocafuerte           | La Cocha                    | 28 de abril |
| Valle del Chota                 | 0 - 1 | Deportivo Quevedo    | Olímpico                    | 28 de abril |
| Grecia                          | 2 - 2 | Imbabura             | Los Chonanas                | 28 de abril |
| Mushuc Runa                     | 0 - 1 | Deportivo Azogues    | Bellavista                  | 28 de abril |

| Ferroviarios         | 3 - 1 | Valle del Chota                 | Alejandro Ponce Noboa          | 5 de mayo |
| Universidad Católica | 2 - 1 | Mushuc Runa                     | Sociedad Deportiva Aucas       | 5 de mayo |
| Rocafuerte           | 1 - 0 | Espoli                          | Alejandro Ponce Noboa          | 5 de mayo |
| Deportivo Azogues    | 0 - 1 | Grecia                          | Municipal Jorge Andrade Cantos | 5 de mayo |
| Imbabura             | 1 - 0 | River Plate                     | Olímpico                       | 5 de mayo |
| Deportivo Quevedo    | 1 - 1 | Universidad Técnica de Cotopaxi | 7 de Octubre                   | 6 de mayo |

| Valle del Chota                 | 1 - 0 | Ferroviarios         | Olímpico                    | 12 de mayo |
| Espoli                          | 1 - 1 | Rocafuerte           | Municipal General Rumiñahui | 12 de mayo |
| River Plate                     | 1 - 0 | Imbabura             | La Fortaleza                | 12 de mayo |
| Universidad Técnica de Cotopaxi | 2 - 2 | Deportivo Quevedo    | La Cocha                    | 12 de mayo |
| Grecia                          | 1 - 4 | Deportivo Azogues    | Los Chonanas                | 12 de mayo |
| Mushuc Runa                     | 1 - 1 | Universidad Católica | Bellavista                  | 12 de mayo |

| Imbabura             | 2 - 2 | Grecia                          | Olímpico                       | 18 de mayo |
| Rocafuerte           | 2 - 0 | Universidad Técnica de Cotopaxi | Alejandro Ponce Noboa          | 19 de mayo |
| Ferroviarios         | 3 - 1 | Espoli                          | Alejandro Ponce Noboa          | 19 de mayo |
| Deportivo Azogues    | 3 - 0 | Muschuc Runa                    | Municipal Jorge Andrade Cantos | 19 de mayo |
| Universidad Católica | 1 - 1 | River Plate                     | Municipal General Rumiñahui    | 20 de mayo |
| Deportivo Quevedo    | 2 - 2 | Valle del Chota                 | 7 de Octubre                   | 20 de mayo |

| Espoli            | 4 - 0 | Deportivo Quevedo               | Municipal General Rumiñahui    | 26 de mayo |
| Deportivo Azogues | 1 - 0 | Imbabura                        | Municipal Jorge Andrade Cantos | 26 de mayo |
| Valle del Chota   | 2 - 0 | Universidad Técnica de Cotopaxi | Olímpico                       | 26 de mayo |
| Grecia            | 1 - 0 | Universidad Católica            | Los Chonanas                   | 26 de mayo |
| Muschuc Runa      | 2 - 0 | Rocafuerte                      | Bellavista                     | 26 de mayo |
| River Plate       | 1 - 1 | Ferroviarios                    | La Fortaleza                   | 27 de mayo |

| Universidad Técnica de Cotopaxi | 1 - 0 | Espoli            | La Cocha              | 1 de junio |
| Imbabura                        | 3 - 2 | Valle del Chota   | Olímpico              | 1 de junio |
| Ferroviarios                    | 1 - 0 | Mushuc Runa       | Alejandro Ponce Noboa | 2 de junio |
| Universidad Católica            | 5 - 2 | Deportivo Azogues | Casa Blanca           | 2 de junio |
| Rocafuerte                      | 2 - 0 | Grecia            | Alejandro Ponce Noboa | 2 de junio |
| Deportivo Quevedo               | 1 - 1 | River Plate       | 7 de Octubre          | 3 de junio |

| Imbabura          | 1 - 3 | Universidad Católica            | Olímpico                       | 8 de junio  |
| Mushuc Runa       | 0 - 2 | Deportivo Quevedo               | Bellavista                     | 9 de junio  |
| Espoli            | 3 - 0 | Valle del Chota                 | Municipal General Rumiñahui    | 9 de junio  |
| Grecia            | 2 - 0 | Ferroviarios                    | Los Chonanas                   | 9 de junio  |
| River Plate       | 4 - 0 | Universidad Técnica de Cotopaxi | La Fortaleza                   | 10 de junio |
| Deportivo Azogues | 1 - 1 | Rocafuerte                      | Municipal Jorge Andrade Cantos | 10 de junio |

| Rocafuerte                      | 3 - 0 | Imbabura             | Alejandro Ponce Noboa | 16 de junio |
| Valle del Chota                 | 1 - 1 | River Plate          | Olímpico              | 16 de junio |
| Espoli                          | 1 - 0 | Universidad Católica | Casa blanca           | 16 de junio |
| Ferroviarios                    | 0 - 0 | Deportivo Azogues    | Alejandro Ponce Noboa | 16 de junio |
| Universidad Técnica de Cotopaxi | 0 - 3 | Mushuc Runa          | La Cocha              | 16 de junio |
| Deportivo Quevedo               | 1 - 1 | Grecia               | 7 de Octubre          | 16 de junio |

| Imbabura             | 5 - 1 | Ferroviarios                    | Olímpico                       | 22 de junio |
| Mushuc Runa          | 2 - 2 | Valle del Chota                 | Bellavista                     | 23 de junio |
| River Plate          | 2 - 1 | Espoli                          | La Fortaleza                   | 23 de junio |
| Deportivo Azogues    | 1 - 0 | Deportivo Quevedo               | Municipal Jorge Andrade Cantos | 23 de junio |
| Grecia               | 1 - 1 | Universidad Técnica de Cotopaxi | Los Chonanas                   | 23 de junio |
| Universidad Católica | 4 - 0 | Rocafuerte                      | Atahualpa                      | 24 de junio |

| Valle del Chota                 | 4 - 1 | Grecia               | Olímpico              | 30 de junio |
| Ferroviarios                    | 1 - 2 | Universidad Católica | Alejandro Ponce Noboa | 30 de junio |
| River Plate                     | 1 - 0 | Rocafuerte           | La Fortaleza          | 30 de junio |
| Universidad Técnica de Cotopaxi | 0 - 3 | Deportivo Azogues    | La Cocha              | 30 de junio |
| Espoli                          | 4 - 0 | Mushuc Runa          | Atahualpa             | 1 de julio  |
| Deportivo Quevedo               | 1 - 1 | Imbabura             | 7 de Octubre          | 1 de julio  |

| Imbabura             | 1 - 3 | Universidad Técnica de Cotopaxi | Olímpico                       | 6 de julio |
| Rocafuerte           | 1 - 1 | Ferroviarios                    | Alejandro Ponce Noboa          | 7 de julio |
| Muschuc Runa         | 0 - 0 | River Plate                     | Bellavista                     | 7 de julio |
| Universidad Católica | 1 - 1 | Deportivo Quevedo               | Atahualpa                      | 7 de julio |
| Deportivo Azogues    | 1 - 0 | Valle del Chota                 | Municipal Jorge Andrade Cantos | 7 de julio |
| Grecia               | 0 - 0 | Espoli                          | Los Chonanas                   | 7 de julio |

| Mushuc Runa                     | 3 - 1 | Grecia               | Bellavista   | 14 de julio |
| Valle del Chota                 | 0 - 1 | Rocafuerte           | Olímpico     | 14 de julio |
| River Plate                     | 0 - 0 | Deportivo Azogues    | La Fortaleza | 14 de julio |
| Universidad Técnica de Cotopaxi | 1 - 1 | Universidad Católica | La Cocha     | 14 de julio |
| Espoli                          | 3 - 1 | Imbabura             | Atahualpa    | 15 de julio |
| Deportivo Quevedo               | 1 - 1 | Feroviarios          | 7 de Octubre | 15 de julio |

| Rocafuerte           | 0 - 0 | Deportivo Quevedo               | Alejandro Ponce Noboa          | 21 de julio |
| Universidad Católica | 2 - 1 | Valle del Chota                 | Atahualpa                      | 21 de julio |
| Deportivo Azogues    | 3 - 1 | Espoli                          | Municipal Jorge Andrade Cantos | 21 de julio |
| Ferroviarios         | 1 - 0 | Universidad Técnica de Cotopaxi | Alejandro Ponce Noboa          | 21 de julio |
| Grecia               | 1 - 2 | River Plate                     | Los Chonanas                   | 21 de julio |
| Imbabura             | 1 - 2 | Mushuc Runa                     | Olímpico                       | 22 de julio |

## Segunda etapa

### Grupo 1
| Pos. | Equipo               | Pts. | PJ | PG | PE | PP | GF | GC | Dif. |
| ---- | -------------------- | ---- | -- | -- | -- | -- | -- | -- | ---- |
| 1.º  | Deportivo Quevedo    | 20   | 10 | 6  | 2  | 2  | 14 | 7  | 7    |
| 2.º  | Grecia               | 18   | 10 | 5  | 3  | 2  | 14 | 4  | 10   |
| 3.º  | Universidad Católica | 17   | 10 | 5  | 2  | 3  | 14 | 12 | 2    |
| 4.º  | Espoli               | 15   | 10 | 4  | 3  | 3  | 14 | 10 | 4    |
| 5.º  | UTC                  | 11   | 10 | 2  | 5  | 3  | 10 | 14 | −4   |
| 6.º  | Valle del Chota      | 1    | 10 | 0  | 1  | 9  | 6  | 25 | −19  |

|  | Clasificado a la Liguilla final. |

### Grupo 2
| Pos. | Equipo              | Pts. | PJ | PG | PE | PP | GF | GC | Dif. |
| ---- | ------------------- | ---- | -- | -- | -- | -- | -- | -- | ---- |
| 1.º  | River Plate Ecuador | 17   | 10 | 4  | 5  | 1  | 17 | 12 | 5    |
| 2.º  | Ferroviarios        | 16   | 10 | 5  | 1  | 4  | 11 | 8  | 3    |
| 3.º  | Imbabura            | 15   | 10 | 4  | 3  | 3  | 8  | 11 | −3   |
| 4.º  | Deportivo Azogues   | 13   | 10 | 3  | 4  | 3  | 11 | 11 | 0    |
| 5.º  | Rocafuerte          | 10   | 10 | 2  | 4  | 4  | 11 | 10 | 1    |
| 6.º  | Mushuc Runa         | 9    | 10 | 2  | 3  | 5  | 12 | 18 | −6   |

|  | Clasificado a la Liguilla final. |

### Evolución de la clasificación

#### Grupo 1
| Equipo / Jornada     | 01 | 02 | 03 | 04 | 05 | 06 | 07 | 08 | 09 | 10 |
| -------------------- | -- | -- | -- | -- | -- | -- | -- | -- | -- | -- |
| Deportivo Quevedo    | 5  | 4  | 3  | 2  | 1  | 1  | 1  | 1  | 1  | 1  |
| Grecia               | 1  | 3  | 2  | 1  | 3  | 3  | 2  | 3  | 3  | 2  |
| Universidad Católica | 2  | 1  | 1  | 3  | 2  | 2  | 3  | 2  | 2  | 3  |
| Espoli               | 3  | 2  | 4  | 4  | 4  | 5  | 5  | 5  | 4  | 4  |
| UTC                  | 4  | 5  | 5  | 5  | 5  | 4  | 4  | 4  | 5  | 5  |
| Valle del Chota      | 6  | 6  | 6  | 6  | 6  | 6  | 6  | 6  | 6  | 6  |

#### Grupo 2
| Equipo / Jornada    | 01 | 02 | 03 | 04 | 05 | 06 | 07 | 08 | 09 | 10 |
| ------------------- | -- | -- | -- | -- | -- | -- | -- | -- | -- | -- |
| River Plate Ecuador | 1  | 1  | 1  | 1  | 1  | 1  | 1  | 1  | 1  | 1  |
| Ferroviarios        | 6  | 2  | 2  | 2  | 2  | 2  | 2  | 2  | 3  | 2  |
| Imbabura            | 5  | 6  | 6  | 4  | 3  | 3  | 4  | 3  | 4  | 3  |
| Deportivo Azogues   | 4  | 4  | 4  | 5  | 5  | 5  | 3  | 4  | 2  | 4  |
| Rocafuerte          | 3  | 5  | 3  | 3  | 4  | 4  | 5  | 5  | 5  | 5  |
| Mushuc Runa         | 2  | 3  | 5  | 6  | 6  | 6  | 6  | 6  | 6  | 6  |

### Resultados
| Rocafuerte                      | 1 - 1 | Mushuc Runa       | Alejandro Ponce Noboa | 28 de julio | 11:00 |
| River Plate                     | 1 - 0 | Ferroviarios      | La Fortaleza          | 28 de julio | 14:00 |
| Universidad Técnica de Cotopaxi | 1 - 1 | Espoli            | La Cocha              | 28 de julio | 16:00 |
| Imbabura                        | 0 - 0 | Deportivo Azogues | Olímpico (Ibarra)     | 28 de julio | 19:00 |
| Valle del Chota                 | 0 - 3 | Grecia            | Olímpico (Ibarra)     | 29 de julio | 12:00 |
| Universidad Católica            | 1 - 0 | Deportivo Quevedo | Olímpico Atahualpa    | 29 de julio | 12:00 |

| Imbabura             | 0 - 1 | River Plate                     | Olímpico (Ibarra)     | 3 de agosto | 19:00 |
| Ferroviarios         | 1 - 0 | Rocafuerte                      | Alejandro Ponce Noboa | 4 de agosto | 11:00 |
| Universidad Católica | 2 - 0 | Universidad Técnica de Cotopaxi | Olímpico Atahualpa    | 4 de agosto | 12:00 |
| Espoli               | 2 - 1 | Valle del Chota                 | Rumiñahui             | 4 de agosto | 13:00 |
| Deportivo Azogues    | 1 - 1 | Mushuc Runa                     | Jorge Andrade Cantos  | 4 de agosto | 15:00 |
| Deportivo Quevedo    | 1 - 0 | Grecia                          | 7 de Octubre          | 5 de agosto | 15:00 |

| Valle del Chota                 | 0 - 1 | Universidad Católica | Olímpico (Ibarra)     | 10 de agosto | 19:00 |
| Rocafuerte                      | 4 - 1 | Imbabura             | Alejandro Ponce Noboa | 11 de agosto | 11:00 |
| Mushuc Runa                     | 1 - 3 | Ferroviarios         | Bellavista            | 11 de agosto | 11:30 |
| Universidad Técnica de Cotopaxi | 0 - 2 | Deportivo Quevedo    | La Cocha              | 11 de agosto | 12:00 |
| River Plate                     | 1 - 0 | Deportivo Azogues    | La Fortaleza          | 11 de agosto | 14:00 |
| Grecia                          | 3 - 0 | Espoli               | Los Chonanas          | 11 de agosto | 16:00 |

| Imbabura                        | 1 - 0 | Mushuc Runa     | Olímpico (Ibarra)    | 17 de agosto | 19:00 |
| Universidad Católica            | 1 - 3 | Grecia          | Olímpico Atahualpa   | 18 de agosto | 12:00 |
| River Plate                     | 1 - 1 | Rocafuerte      | La Fortaleza         | 18 de agosto | 14:00 |
| Deportivo Azogues               | 0 - 1 | Ferroviarios    | Jorge Andrade Cantos | 18 de agosto | 15:00 |
| Universidad Técnica de Cotopaxi | 2 - 2 | Valle del Chota | La Cocha             | 18 de agosto | 16:00 |
| Deportivo Quevedo               | 1 - 0 | Espoli          | 7 de Octubre         | 19 de agosto | 15:00 |

| Rocafuerte      | 1 - 1 | Deportivo Azogues               | Alejandro Ponce Noboa | 25 de agosto | 11:00 |
| Valle del Chota | 1 - 3 | Deportivo Quevedo               | Olímpico (Ibarra)     | 25 de agosto | 12:00 |
| Ferroviarios    | 0 - 1 | Imbabura                        | Alejandro Ponce Noboa | 25 de agosto | 13:30 |
| Mushuc Runa     | 2 - 2 | River Plate                     | Bellavista            | 25 de agosto | 15:30 |
| Grecia          | 0 - 0 | Universidad Técnica de Cotopaxi | Los Chonanas          | 25 de agosto | 16:00 |
| Espoli          | 2 - 4 | Universidad Católica            | Rumiñahui             | 26 de agosto | 13:00 |

| Imbabura                        | 0 - 0 | Ferroviarios    | Olímpico (Ibarra)    | 31 de agosto    | 19:00 |
| Universidad Católica            | 0 - 0 | Espoli          | Olímpico Atahualpa   | 1 de septiembre | 12:00 |
| River Plate                     | 5 - 0 | Mushuc Runa     | La Fortaleza         | 1 de septiembre | 14:00 |
| Universidad Técnica de Cotopaxi | 2 - 1 | Grecia          | La Cocha             | 1 de septiembre | 16:00 |
| Deportivo Azogues               | 1 - 0 | Rocafuerte      | Jorge Andrade Cantos | 2 de septiembre | 11:30 |
| Deportivo Quevedo               | 4 - 0 | Valle del Chota | 7 de Octubre         | 2 de septiembre | 15:00 |

| Rocafuerte      | 1 - 1 | River Plate                     | Alejandro Ponce Noboa | 8 de septiembre | 11:00 |
| Valle del Chota | 1 - 2 | Universidad Técnica de Cotopaxi | Olímpico (Ibarra)     | 8 de septiembre | 12:00 |
| Espoli          | 4 - 0 | Deportivo Quevedo               | Rumiñahui             | 8 de septiembre | 13:00 |
| Ferroviarios    | 1 - 2 | Deportivo Azogues               | Pablo Sandiford       | 8 de septiembre | 15:00 |
| Mushuc Runa     | 3 - 0 | Imbabura                        | Bellavista            | 8 de septiembre | 15:30 |
| Grecia          | 2 - 0 | Universidad Católica            | Los Chonanas          | 8 de septiembre | 16:00 |

| Imbabura             | 2 - 1 | Rocafuerte                      | Olímpico (Ibarra)    | 14 de septiembre | 19:00 |
| Ferroviarios         | 2 - 1 | Mushuc Runa                     | Pablo Sandiford      | 15 de septiembre | 15:00 |
| Deportivo Azogues    | 3 - 3 | River Plate                     | Jorge Andrade Cantos | 16 de septiembre | 11:30 |
| Universidad Católica | 3 - 1 | Valle del Chota                 | Olímpico Atahualpa   | 16 de septiembre | 12:00 |
| Espoli               | 0 - 0 | Grecia                          | Rumiñahui            | 16 de septiembre | 13:00 |
| Deportivo Quevedo    | 1 - 1 | Universidad Técnica de Cotopaxi | 7 de Octubre         | 16 de septiembre | 15:00 |

| Rocafuerte                      | 2 - 0 | Ferroviarios         | Alejandro Ponce Noboa | 22 de septiembre | 11:00 |
| Valle del Chota                 | 0 - 3 | Espoli               | Olímpico (Ibarra)     | 22 de septiembre | 12:00 |
| River Plate                     | 2 - 2 | Imbabura             | La Fortaleza          | 22 de septiembre | 14:00 |
| Mushuc Runa                     | 2 - 3 | Deportivo Azogues    | Bellavista            | 22 de septiembre | 15:30 |
| Grecia                          | 0 - 0 | Deportivo Quevedo    | Los Chonanas          | 22 de septiembre | 16:00 |
| Universidad Técnica de Cotopaxi | 2 - 2 | Universidad Católica | La Cocha              | 22 de septiembre | 16:00 |

| Ferroviarios      | 3 - 0 | River Plate                     | Pablo Sandiford      | 29 de septiembre | 11:00 |
| Espoli            | 2 - 0 | Universidad Técnica de Cotopaxi | Rumiñahui            | 29 de septiembre | 15:00 |
| Deportivo Azogues | 0 - 1 | Imbabura                        | Jorge Andrade Cantos | 29 de septiembre | 15:00 |
| Deportivo Quevedo | 2 - 0 | Universidad Católica            | 7 de Octubre         | 29 de septiembre | 15:00 |
| Grecia            | 2 - 0 | Valle del Chota                 | Los Chonanas         | 29 de septiembre | 15:00 |
| Mushuc Runa       | 1 - 0 | Rocafuerte                      | Bellavista           | 29 de septiembre | 15:30 |

## Hexagonales finales

### Hexagonal de ascenso
| Pos. | Equipo                   | Pts. | PJ | PG | PE | PP | GF | GC | Dif. |
| ---- | ------------------------ | ---- | -- | -- | -- | -- | -- | -- | ---- |
| 1.º  | Universidad Católica (C) | 20   | 10 | 6  | 2  | 2  | 18 | 12 | 6    |
| 2.º  | Deportivo Quevedo        | 18   | 10 | 5  | 3  | 2  | 13 | 10 | 3    |
| 3.º  | River Plate Ecuador      | 15   | 10 | 4  | 3  | 3  | 13 | 12 | 1    |
| 4.º  | Espoli                   | 14   | 10 | 4  | 2  | 4  | 12 | 13 | −1   |
| 5.º  | Ferroviarios             | 10   | 10 | 3  | 1  | 6  | 11 | 14 | −3   |
| 6.º  | Deportivo Azogues        | 8    | 10 | 2  | 2  | 6  | 13 | 19 | −6   |

|  | Ascendidos a la Serie A 2013. |

### Hexagonal de descenso
| Pos. | Equipo          | Pts. | PJ | PG | PE | PP | GF | GC | Dif. |
| ---- | --------------- | ---- | -- | -- | -- | -- | -- | -- | ---- |
| 1.º  | Grecia          | 16   | 10 | 4  | 4  | 2  | 11 | 6  | 5    |
| 2.º  | Imbabura        | 16   | 10 | 4  | 4  | 2  | 12 | 10 | 2    |
| 3.º  | Mushuc Runa     | 15   | 10 | 4  | 3  | 3  | 15 | 12 | 3    |
| 4.º  | UTC             | 14   | 10 | 3  | 5  | 2  | 12 | 10 | 2    |
| 5.º  | Rocafuerte      | 14   | 10 | 4  | 2  | 4  | 10 | 9  | 1    |
| 6.º  | Valle del Chota | 6    | 10 | 2  | 0  | 8  | 4  | 17 | −13  |

|  | Descendidos a la Segunda Categoría 2013. |

### Evaluación de la clasificación

#### Hexagonal de ascenso
| Equipo / Jornada     | 01 | 02 | 03 | 04 | 05 | 06 | 07 | 08 | 09 | 10 |
| -------------------- | -- | -- | -- | -- | -- | -- | -- | -- | -- | -- |
| Universidad Católica | 2  | 2  | 2  | 3  | 1  | 1  | 1  | 1  | 1  | 1  |
| Deportivo Quevedo    | 5  | 5  | 3  | 2  | 3  | 2  | 2  | 2  | 2  | 2  |
| River Plate Ecuador  | 4  | 4  | 5  | 5  | 5  | 5  | 5  | 4  | 4  | 3  |
| Espoli               | 1  | 1  | 1  | 1  | 2  | 3  | 3  | 3  | 3  | 4  |
| Ferroviarios         | 6  | 3  | 4  | 4  | 4  | 4  | 4  | 5  | 6  | 5  |
| Deportivo Azogues    | 3  | 6  | 6  | 6  | 6  | 6  | 6  | 6  | 5  | 6  |

#### Hexagonal de descenso
| Equipo / Jornada | 01 | 02 | 03 | 04 | 05 | 06 | 07 | 08 | 09 | 10 |
| ---------------- | -- | -- | -- | -- | -- | -- | -- | -- | -- | -- |
| Grecia           | 2  | 6  | 4  | 1  | 1  | 3  | 4  | 5  | 4  | 1  |
| Imbabura         | 4  | 5  | 6  | 5  | 2  | 1  | 1  | 1  | 1  | 2  |
| Mushuc Runa      | 5  | 4  | 1  | 4  | 6  | 6  | 5  | 2  | 3  | 3  |
| UTC              | 3  | 3  | 2  | 3  | 4  | 4  | 2  | 3  | 2  | 4  |
| Rocafuerte       | 1  | 1  | 3  | 6  | 3  | 2  | 3  | 4  | 5  | 5  |
| Valle del Chota  | 6  | 2  | 5  | 2  | 5  | 5  | 6  | 6  | 6  | 6  |

### Resultados
| Espoli            | 2 - 0 | Ferroviarios         | Rumiñahui         | 6 de octubre | 13:00 |
| River Plate       | 0 - 0 | Deportivo Azogues    | La Fortaleza      | 6 de octubre | 14:00 |
| Valle del Chota   | 0 - 1 | Rocafuerte           | Olímpico (Ibarra) | 6 de octubre | 15:00 |
| Mushuc Runa       | 2 - 2 | UT de Cotopaxi       | Bellavista        | 6 de octubre | 15:30 |
| Grecia            | 1 - 1 | Imbabura             | Los Chonanas      | 6 de octubre | 16:00 |
| Deportivo Quevedo | 0 - 0 | Universidad Católica | 7 de Octubre      | 7 de octubre | 15:00 |

| Ferroviarios         | 3 - 0 | Deportivo Azogues | Pablo Sandiford       | 12 de octubre | 11:00 |
| Rocafuerte           | 2 - 2 | UT de Cotopaxi    | Alejandro Ponce Noboa | 13 de octubre | 12:00 |
| Espoli               | 3 - 1 | Deportivo Quevedo | Rumiñahui             | 13 de octubre | 13:00 |
| Valle del Chota      | 1 - 0 | Grecia            | Olímpico (Ibarra)     | 13 de octubre | 15:00 |
| Imbabura             | 1 - 1 | Mushuc Runa       | Olímpico (Ibarra)     | 13 de octubre | 19:00 |
| Universidad Católica | 3 - 1 | River Plate       | Olímpico Atahualpa    | 14 de octubre | 12:00 |

| River Plate       | 0 - 0 | Espoli               | La Fortaleza         | 20 de octubre | 14:00 |
| Deportivo Azogues | 1 - 2 | Universidad Católica | Jorge Andrade Cantos | 20 de octubre | 15:00 |
| Mushuc Runa       | 2 - 0 | Valle del Chota      | Bellavista           | 20 de octubre | 15:30 |
| UT de Cotopaxi    | 2 - 1 | Imbabura             | La Cocha             | 20 de octubre | 16:00 |
| Grecia            | 1 - 0 | Rocafuerte           | Los Chonanas         | 20 de octubre | 16:00 |
| Deportivo Quevedo | 2 - 0 | Ferroviarios         | 7 de Octubre         | 20 de octubre | 16:00 |

| Rocafuerte        | 0 - 1 | Imbabura             | Alejandro Ponce Noboa | 24 de octubre | 12:00 |
| Espoli            | 1 - 0 | Deportivo Azogues    | Rumiñahui             | 24 de octubre | 13:00 |
| Ferroviarios      | 4 - 1 | Universidad Católica | Pablo Sandiford       | 24 de octubre | 15:00 |
| Valle del Chota   | 2 - 1 | UT de Cotopaxi       | Olímpico (Ibarra)     | 24 de octubre | 15:00 |
| Deportivo Quevedo | 2 - 1 | River Plate          | 7 de Octubre          | 24 de octubre | 16:00 |
| Grecia            | 2 - 0 | Mushuc Runa          | Los Chonanas          | 24 de octubre | 16:00 |

| Universidad Católica | 4 - 1 | Espoli            | Olímpico Atahualpa    | 28 de octubre | 09:45 |
| Deportivo Azogues    | 1 - 1 | Deportivo Quevedo | Jorge Andrade Cantos  | 28 de octubre | 11:30 |
| Imbabura             | 1 - 0 | Valle del Chota   | Olímpico (Ibarra)     | 28 de octubre | 12:00 |
| UT de Cotopaxi       | 0 - 0 | Grecia            | La Cocha              | 28 de octubre | 12:00 |
| River Plate          | 1 - 0 | Ferroviarios      | Alejandro Ponce Noboa | 28 de octubre | 14:00 |
| Mushuc Runa          | 0 - 1 | Rocafuerte        | Bellavista            | 28 de octubre | 16:00 |

| Rocafuerte        | 3 - 1 | Mushuc Runa          | Alejandro Ponce Noboa | 2 de noviembre | 12:00 |
| Valle del Chota   | 0 - 1 | Imbabura             | Olímpico (Ibarra)     | 2 de noviembre | 15:00 |
| Espoli            | 1 - 2 | Universidad Católica | Rumiñahui             | 3 de noviembre | 13:00 |
| Ferroviarios      | 1 - 1 | River Plate          | Pablo Sandiford       | 3 de noviembre | 15:00 |
| Deportivo Quevedo | 4 - 2 | Deportivo Azogues    | 7 de Octubre          | 3 de noviembre | 16:00 |
| Grecia            | 0 - 0 | UT de Cotopaxi       | Los Chonanas          | 3 de noviembre | 16:00 |

| Imbabura             | 2 - 0 | Rocafuerte        | Olímpico (Ibarra)    | 7 de noviembre | 10:00 |
| Mushuc Runa          | 1 - 0 | Grecia            | Bellavista           | 7 de noviembre | 11:30 |
| Universidad Católica | 1 - 0 | Ferroviarios      | Rumiñahui            | 7 de noviembre | 12:00 |
| River Plate          | 0 - 1 | Deportivo Quevedo | La Fortaleza         | 7 de noviembre | 14:30 |
| Deportivo Azogues    | 2 - 1 | Espoli            | Jorge Andrade Cantos | 7 de noviembre | 16:00 |
| UT de Cotopaxi       | 3 - 1 | Valle del Chota   | La Cocha             | 7 de noviembre | 16:00 |

| Universidad Católica | 3 - 1 | Deportivo Azogues | Olímpico Atahualpa    | 11 de noviembre | 09:30 |
| Imbabura             | 0 - 0 | UT de Cotopaxi    | Olímpico (Ibarra)     | 11 de noviembre | 10:00 |
| Ferroviarios         | 1 - 2 | Deportivo Quevedo | Pablo Sandiford       | 11 de noviembre | 11:00 |
| Rocafuerte           | 1 - 1 | Grecia            | Alejandro Ponce Noboa | 11 de noviembre | 12:00 |
| Valle del Chota      | 0 - 4 | Mushuc Runa       | Olímpico (Ibarra)     | 11 de noviembre | 12:00 |
| Espoli               | 1 - 3 | River Plate       | Rumiñahui             | 11 de noviembre | 14:00 |

| River Plate       | 3 - 2 | Universidad Católica | La Fortaleza         | 17 de noviembre | 14:00 |
| Deportivo Azogues | 4 - 1 | Ferroviarios         | Jorge Andrade Cantos | 17 de noviembre | 15:00 |
| Mushuc Runa       | 2 - 2 | Imbabura             | Bellavista           | 17 de noviembre | 16:00 |
| UT de Cotopaxi    | 1 - 0 | Rocafuerte           | La Cocha             | 17 de noviembre | 16:00 |
| Grecia            | 1 - 0 | Valle del Chota      | Los Chonanas         | 17 de noviembre | 16:00 |
| Deportivo Quevedo | 0 - 2 | Espoli               | 7 de Octubre         | 17 de noviembre | 16:00 |

| Deportivo Azogues    | 2 - 3 | River Plate       | Jorge Andrade Cantos  | 23 de noviembre | 16:00 |
| Ferroviarios         | 1 - 0 | Espoli            | Pablo Sandiford       | 24 de noviembre | 11:00 |
| Universidad Católica | 0 - 0 | Deportivo Quevedo | Olímpico Atahualpa    | 24 de noviembre | 12:00 |
| Imbabura             | 2 - 4 | Grecia            | Olímpico (Ibarra)     | 24 de noviembre | 12:00 |
| Rocafuerte           | 2 - 0 | Valle del Chota   | Alejandro Ponce Noboa | 24 de noviembre | 12:00 |
| UT de Cotopaxi       | 1 - 2 | Mushuc Runa       | La Cocha              | 24 de noviembre | 12:00 |

## Tabla acumulada
- Actualizada el 24 de noviembre de 2012 18:13.

| Pos | Equipos              | Pts | PJ | G  | E  | P  | GF | GC | Dif |
| --- | -------------------- | --- | -- | -- | -- | -- | -- | -- | --- |
| 1.  | Universidad Católica | 76  | 42 | 22 | 10 | 10 | 73 | 45 | +28 |
| 2.  | Deportivo Quevedo    | 69  | 42 | 17 | 18 | 7  | 51 | 39 | +12 |
| 3.  | River Plate Ecuador  | 62  | 42 | 15 | 17 | 10 | 52 | 44 | +8  |
| 4.  | Ferroviarios         | 61  | 42 | 18 | 7  | 17 | 51 | 50 | +1  |
| 5.  | Grecia               | 60  | 42 | 15 | 15 | 12 | 48 | 46 | +2  |
| 6.  | Espoli               | 58  | 42 | 16 | 10 | 16 | 61 | 48 | +13 |
| 7.  | Deportivo Azogues    | 58  | 42 | 15 | 13 | 14 | 50 | 47 | +3  |
| 8.  | Imbabura             | 55  | 42 | 14 | 13 | 15 | 45 | 54 | −9  |
| 9.  | UTC                  | 54  | 42 | 13 | 15 | 14 | 43 | 54 | −11 |
| 10. | Rocafuerte           | 53  | 42 | 14 | 11 | 17 | 44 | 41 | +3  |
| 11. | Mushuc Runa          | 47  | 42 | 12 | 11 | 19 | 46 | 63 | −17 |
| 12. | Valle del Chota      | 29  | 42 | 7  | 8  | 27 | 38 | 73 | −35 |

 Pts=Puntos; PJ=Partidos jugados; G=Partidos ganados; E=Partidos empatados; P=Partidos perdidos; GF=Goles a favor; GC=Goles en contra; Dif=Diferencia de gol

### Campeón
| |
| |
| Campeón Club Universidad Católica 3.er título Asciende a la Serie A También asciende Deportivo Quevedo como vicecampeón. |

## Goleadores
- Actualizado el 20 de noviembre de 2012

| Jugador             | Equipo               | Goles |
| ------------------- | -------------------- | ----- |
| Luis Espinola       | Deportivo Quevedo    | 18    |
| Bleyner Tovar       | Ferroviarios         | 15    |
| Cristhian Cuero     | Imbabura             | 14    |
| Diego Benítez       | Universidad Católica | 13    |
| Henry Patta         | Universidad Católica | 12    |
| Álvaro Salazar      | Deportivo Azogues    | 10    |
| Diego Armas         | Espoli               | 10    |
| Carlos Quillupangui | Espoli               | 9     |
| Facundo Martínez    | Universidad Católica | 9     |
| Jhon Carabalí       | Grecia               | 9     |